# JAZZY UPPER CUT
JAZZY UPPER CUT（ジャジーアッパーカット）は1990年に結成、1994年に活動休止した日本のロックバンド。

## 略歴
1990年4月14日、日比谷野外音楽堂にて開催されたJAGATARAの＜江戸アケミ追悼コンサート＞に出演した「桑原延享＋石渡明廣＋早川岳晴＋角田健」を母体に結成。当初は「JAZZY UPPER CUT from Cosmos」と名乗っていた。 
1991年1月26日に法政大学学生会館で行われた＜江戸アケミ一周忌コンサート＞に出演。7月、＜福居ショウジン監督作品 『Pinocchio√964』SPECIAL EVENT＞に出演。この時期の主な出演ライブハウスは代々木CHOCOLATE CITY、原宿クロコダイル等。ライブの度にメンバーが増えていった。
1992年、1st.アルバム『JAZZY UPPER CUT』発表。アルバムとライブにゲスト的に参加していたDJ KRUSHはこの後に正式メンバーとなった。同年12月26日、渋谷CLUB QUATTROにてライブ・レコーディング。その音源を1993年4月にライブ・アルバム 『QUIET NIGHT』として発表。
以降も精力的なライブを続けるが、1994年6月の川崎CLUB CITTA'にて活動休止を発表する。
その後、再結成ライブを1996年7月24日に渋谷ON-AIR EAST、2015年1月29日に川田良の一周忌公演として高円寺SHOWBOATで行った。
2024年4月7日には新宿LOFTで「JAZZY UPPER CUT＜復刻CDリリース記念LIVE＞」を開催した。

## ディスコグラフィ
アルバム
- 『JAZZY UPPER CUT』（SPERMA BOYS／NUTMEG、1991年5月）、スタジオ・アルバムCD
- 『QUIET NIGHT』（PSY-CHO、1992年4月）、1992年12月渋谷CLUB QUATTRO公演を収録したライブ・アルバムCD
- 『1992 Revisited』（Voltage／Unity、2024年5月）、上記2作品を2枚組CDとして復刻、マスタリング・エンジニアは中村宗一郎

## メンバー
- 桑原延享（ヴォーカル、トランペット）
  - 麿赤兒率いる暗黒舞踏集団・大駱駝艦の舞踏手、山本政志監督の映画「闇のカーニバル」の主演俳優、JUNGLE'S、GAMBLE、DEEPCOUNTのメンバーでも活動。
- 石渡明廣（ギター）
  - A-MUSIK、コクシネル、PUNGO、渋谷毅オーケストラ、渋さ知らズなどのメンバーでも活動。
- 川田良（ギター）
  - ワースト・ノイズ、SEX、SYZE、SPEED、午前四時、JUNGLE'S、THE FOOLS、LOVE LETTERS、WRU、DEEPCOUNT、THE PANTZなどのメンバーでも活動。
- 早川岳晴（ベース）
  - 生活向上委員会、ドクトル梅津バンド、片山広明バンド、コクシネル、ジョン・ゾーン・ユニット、リクオ&The Hookers、藤井郷子カルテット、CHABO BAND、翠川敬基デュオ、山田晃士&流浪の朝謡などのメンバー、麗蘭などのサポートメンバーでも活動。
- 角田健（ドラムス）
  - Monk's Mood、渋さ知らズなどのメンバーでも活動。
- Tahi（パーカッション)
- 斉藤トオル（キーボード)
  - WRUなどのメンバーとしても活動。
- 寒川光一郎（サックス)
  - WRUなどのメンバー、ジャズ評論家としても活動。
- TaRA（ヴォイス)
- バラ（坂井原哲生）（ヴォイス）
  - MERZBOWなどのメンバーでも活動。
- DJ KRUSH（ターンテーブル)
  - 日本で初めてターンテーブルを楽器として操るDJとして世界的に活動。